# Edmund Berry Godfrey
Edmund Berry Godfrey (23 dicembre 1621 – 12 ottobre 1678) fu un magistrato inglese la cui morte causò numerose rivolte antipapiste in Inghilterra. Nei documenti coevi è talvolta chiamato  Edmundbury Godfrey.

## Il profilo generale
Edmund Berry Godfrey nacque il 23 dicembre 1621 nel Kent presso il villaggio di Sellindge, fra Hythe ed Ashford ottavo degli undici figli di Thomas Godfrey (1586-1664), membro di una vecchia famiglia locale e della sua seconda moglie Sarah Isles. Il padre era stato membro del parlamento per la città di New Romney durante il Parlamento Breve ed era proprietario di una tenuta. Edmund studiò alla Westminster School e al Christ Church e dopo essere entrato nella Gray's Inn divenne un eminente mercante di lana e carbone. Col tempo divenne Giudice di pace per il distretto di Westminster e nel settembre 1666 divenne cavaliere per i servigi resi durante la Grande peste di Londra perché scelse di rimanere al proprio posto di lavoro malgrado le circostanze avverse. Nel 1669 Edmund venne brevemente imprigionato perché aveva arrestato il medico del re, Alexander Frazier (forse 1610-1681) che gli doveva del denaro. Nel suo diario Samuel Pepys afferma che egli aveva intrapreso uno sciopero della fame perché i giudici che erano stati trovati per lui erano stati esclusi dal re. In quel periodo egli venne tenuto al Porter's Lodge nel Palazzo di Whitehall.
Edmund aveva degli affari con il cognato, James Harrison, che avevano inizialmente sede presso Greene's Lane (sotto l'attuale Stazione di London Charing Cross), poi nel 1670 si spostarono ad Hartshorn Lane, dove avrebbero avuto accesso ad un pontile. Edmund venne sepolto nella Chiesa di Saint Martin-in-the-Fields e dopo la morte i suoi documenti vennero trovati in un baule in una caffetteria. Edmund viveva con una cameriera, Elizabeth Curtis, con il proprio segretario, Henry More, e con la governante e tutti vennero interrogati quando si tenne l'inchiesta a suo riguardo. Edmund era considerato piuttosto eccentrico per quel che riguardava la scelta delle amicizie che lo portavano a frequentare maggiormente i membri della classe lavoratrice piuttosto che la propria. Un recente carteggio recuperato in Irlanda dettaglia maggiormente la propria relazione con il guaritore e predicatore Valentine Greatrakes. Benché Edmund professasse la Religione anglicana aveva numerose conoscenze fra i cattolici, incluso Edward Colman, segretario del futuro Giacomo II d'Inghilterra.

## L'assassinio
In una lettera al Segretario di stato Joseph Williamson il Luogotenente della Torre di Londra nominò Edmund come membro della cosiddetta Peyton Gang. Robert Peyton era membro del parlamento per il Middlesex e noto membro del Green Ribbon Club, questo era stato fondato da Anthony Ashley-Cooper, I conte di Shaftesbury dopo aver avuto sentore della stipula del Trattato segreto di Dover dove Carlo II d'Inghilterra accettava di convertirsi al Cattolicesimo in cambio di denaro da Luigi XIV di Francia. Il club sapeva di non poter fronteggiare il re direttamente e per questo fomentò i sentimenti popolari contro la chiesa di Roma. Peyton e altri dodici uomini, compreso Edmund, iniziarono a complottare per rovesciare il re e mettere una repubblica che sarebbe stata retta da Richard Cromwell. Si crede che, dopo che, Titus Oates ebbe presentato innanzi a lui la deposizione Edmund avvertì Edward Colman, suo personale amico, che di lui si sarebbe fatto un capro espiatorio.
Questo avvenne nel 1678 quando venne concepito il Complotto papista da Oates insieme a Israel Tonge ed Oates chiese a Edmund di prendere per buono che quel era scritto nei documenti era vero. Edmund chiese di vederli e probabilmente fu dopo averli letti che avvertì Colman.
Quando le accuse di Oates divennero note l'opinione pubblica si allarmò e nonostante il clima di tensione crescente Edmund decise di non prendere precauzioni ulteriori circa la sua sicurezza. Il 12 ottobre 1678 egli non fece ritorno a casa e venne poi trovato morto in un canale a Primrose Hill cinque giorni dopo, egli giaceva a faccia in giù ed era stato impalato con la propria spada.
Vennero create due commissioni che investigarono senza successo sulla sua morte, essi ricevettero informazioni contrastanti su dove si era trovato Edmund prima della morte, sul luogo non furono trovate tracce di lotta ed egli aveva ancora sia gli anelli che il denaro. D'altro canto prima dell'arrivo delle forze dell'ordine i curiosi avevano già calpestato il terreno. Il corpo era ricoperto di lividi ed un segno sul collo rivelò che era stato strangolato e che gli era stato spezzato il collo. La ferita procurata dalla spada non aveva sanguinato, il che suggeriva che l'impalamento era stato fatto post-mortem e che la morte poteva risalire a 4 o 5 giorni prima. Le autorità offrirono un compenso di 500 £ per chi portava informazioni sull'omicidio.
Oates sfruttò la situazione incoraggiando l'opinione pubblica a considerare i cattolici quali colpevoli della morte di Edmund, in sua memoria si fecero sermoni, pamphlets, medaglie e pugnali.
Più avanti il "capitano" William Bedloe dichiarò di essere stato a Somerset House il 14 ottobre doveva aveva visto il corpo di Edmund, benché il giorno prima avesse detto l'esatto contrario. Egli dichiarò di aver visto due uomini, di cui uno era Samuel Atkins (fl 1787-1808), segretario di Pepys, questi venne tratto in arresto, ma fu in grado di dimostrare che quel giorno si trovava su un'imbarcazione a Greenwich. A quel punto Bedloe dichiarò che l'omicidio era stata opera dei complottisti cattolici che volevano rubare i documenti delle deposizioni, egli cambiò la propria versione molte volte, ma la Camera dei lord lo considerò un testimone e forse per far fronte alla situazione chiamò quale mente dietro il complotto John Belasyse, I barone di Belasyse. Carlo, che dell'esistenza del complotto dubitava, dubitò anche di più di questo nome visto che Belasyse era costretto a letto dalla gotta e poteva a stento camminare.

## La mancata soluzione
Il 21 dicembre Miles Prance, un servo della regina cattolica Caterina di Braganza, venne tratto agli arresti e portato alla Prigione di Newgate. Un uomo che viveva con lui, John Wre, probabilmente in debito con Prance, dichiarò che egli era a casa nelle notti incriminate, ma Bedloe disse di averlo riconosciuto. Ora si ritiene che entrambi mentissero, ma la situazione di Prance non migliorò. Pochi giorni dopo egli ammise di aver fatto parte di un complotto, ma che i principali cospiratori erano tre preti cattolici, Thomas Godden e altri due preti irlandesi. Questi tre avrebbero assistito all'omicidio nel cortile di Somerset House, dove Edmund era stato attirato con l'inganno e quindi il corpo era stato portato ad Hampstead. Prance fece anche i nomi degli assassini, tre uomini della classe lavoratrice, Robert Green, Henry Berry e Lawrence Hill che vennero arrestati, nel frattempo Godden lasciò il paese, mentre gli altri due preti scomparvero. Come spesso accade la reale debolezza del caso risiede nella mancanza di un movente plausibile, Prance disse che Edmund aveva in un qualche modo molestato i tre sacerdoti, una cosa che collideva con il suo carattere notoriamente tollerante verso altre confessioni. Prance alla fine ritrattò la confessione dinnanzi al re e al consiglio, poi venne torturato e quasi congelato a morte, quindi ritrattò la ritrattazione e fece così altre due volte e alla fine la sua storia venne presa per buona. Al processo lo si considerò un testimone affidabile anche se la moglie di Hill disse profeticamente che egli avrebbe ritrattato ancora quando sarebbe stato troppo tardi. I tre uomini vennero condannati a morte il 5 febbraio 1679 e vennero impiccati.
Più tardi la storia di Prance venne considerata inattendibile ed egli stesso si dichiarò colpevole di Falsa testimonianza, poiché tre uomini erano stati uccisi perché ritenuti colpevoli sulla base di false prove il delitto è considerato irrisolto alla luce della loro innocenza.